# Ba Ba Ti Ki Di Do

Ba Ba Ti Ki Di Do est un EP de Sigur Rós sorti en 2004. Cet EP regroupe 3 chansons composés pour la pièce de danse Split Sides de Merce Cunningham.Le titre de l'album se réfère aux seuls mots dits durant toute la pièce.

## Liste des titres
1. Ba Ba – 6:12
2. Ti Ki – 8:49
3. Di Do – 5:42

## Infos
- Sortie : 2004
- Enregistré : 2003
- Genre : Post-rock
- Durée : 20:44
- Label : Geffen Records